# Służba Wywiadowcza Policji Bezpieczeństwa ds. Cygańskich
Służba Wywiadowcza Policji Bezpieczeństwa ds. Cygańskich (niem. Nachrichtendienst für die Sicherheitspolizei in Bezug auf Zigeuner) – niemiecka instytucja wywiadowcza gromadząca dane o liczebności i przestępczości Romów oraz Sinti na terenie Niemiec.
Służba została założona w Monachium w 1899 i początkowo obejmowała swym zasięgiem jedynie Bawarię, mimo że był to kraj, w którym występowała stosunkowo nieduża społeczność romska. Jej głównymi zadaniami było prowadzenie ewidencji Romów i Sinti, jak również rejestrowanie konfliktów z prawem popełnianych przez członków tych społeczności. Lokalne komisariaty musiały zgłaszać do tej instytucji każdą wędrującą grupę. Z czasem służba rozszerzyła swoje kompetencje na obszar całych Niemiec.  W 1905 wydano tzw. „Księgę cygańską” (niem. Zigeunerbuch), która zawierała bardzo szczegółowe dane osobiste ponad 3350 osób i była dostępna dla każdego w księgarniach. Do 1925 organizacja dysponowała aktami ponad 14.000 osób, a w 1938 już 30.000 osób.
Od 1936 do 1945 funkcjonowała pod nazwą Centrala Rzeszy do Zwalczania Nieładu Cygańskiego (niem. Reichszentrale zur Bekämpfung des Zigeunerunwesens) i była komórką Głównego Urzędu Bezpieczeństwa Rzeszy (niem. Reichssicherheitshauptamt). Informacje zdobywane w toku działalności operacyjnej przyczyniły się do prześladowania i eksterminacji społeczności romskiej i Sinti w III Rzeszy. 
Po zakończeniu II wojny światowej, w 1946, organizacja została reaktywowana w Monachium i nosiła nazwę Wydział ds. Włóczęgów (niem. Landfahrerstelle). Działała wówczas jako część Bawarskiego Związkowego Urzędu Policji Kryminalnej. Została rozwiązana w latach 70. XX wieku ze względu na niekonstytucyjność.